# Manyoni
Manyoni è una circoscrizione mista (mixed ward) della Tanzania situata nel distretto di Manyoni, regione di Singida. Conta una popolazione di 25 505 abitanti (censimento 2012).